# Видигейра (фрегезия)
Видигейра (порт.  Vidigueira) — фрегезия (район) в муниципалитете Видигейра округа Бежа в Португалии. Территория — 27,62 км². Население — 2973 жителей. Плотность населения — 107,6 чел/км².